# 藤子不二雄Aブラックユーモア短編
『藤子不二雄Ⓐブラックユーモア短編』（ふじこふじおエーブラックユーモアたんぺん）とは、藤子不二雄の安孫子素雄（1987年まで）、藤子不二雄Ⓐ（1988年以降）による短編漫画作品シリーズ。1968年以降に描かれた短編漫画のうち、ブラックユーモア要素（またはブラック要素）のある作品のことを指す。

## 概要
1968年、『ビッグコミック』（小学館）に発表した『黒イせぇるすまん』に端を発する（『小池さんの奇妙な生活』を第一作とする場合もあるが、同作にはブラックユーモア要素はほぼない）。同作はそれまで「児童・少年漫画家」と目されてきた藤子にとって異例ともいうべき大人向け漫画で、その破滅的な作風は新境地を開拓することとなり、以後数年にわたって同傾向の作品が精力的に執筆された。
1968年当時の安孫子は『怪物くん』や『怪人わかとの』など従前の児童・少年漫画作品も執筆を続けており、どちらかに軸足を移しきることなく車の両輪として藤子不二雄の安孫子素雄作品の作風の幅を広げた。
『黒ベエ』の連載開始
ブラックユーモアの要素は1965年に連載が開始された少年漫画『怪物くん』でも取り入れられていたが、1969年に『怪物くん』のアニメ放送と連載が終了すると、その後を継いで、ブラックユーモア要素を前面に押し出した『黒ベエ』（少年画報社『少年キング』）の連載が開始された。『黒ベエ』は前述の『黒イせぇるすまん』の少年版ともいえる内容だが、黒ベエの観察対象となる人物には、妻子に虐げられるサラリーマンや、軍隊の訓練を強制されるサラリーマンなどの大人も含まれ、回によっては少年漫画とは思えないほどの過激な内容が描かれている。
『黒ィせぇるすまん』の連載開始とブラック短編の量産
『黒ベエ』連載開始から3か月後には、大人漫画の『黒ィせぇるすまん』（実業之日本社『漫画サンデー』）の不定期連載が開始された。その後も『夢魔子』や、『ぶきみな5週間』『白い童話』シリーズ（以上1970年）などの連載の他、多数のブラック短編の読切が描かれるようになった。
安孫子ブラックユーモアの全盛期
1972年に連載を開始した『魔太郎がくる!!』（秋田書店『週刊少年チャンピオン』）は、少年向けエンターテインメントとブラック要素の両輪が結実した人気シリーズとなった。
1973年からは『番外社員』や『戯れ男』などのシリーズもの、『愛ぬすびと』（小学館女性セブン）などの女性向け作品が執筆されるようになる。1974年の『愛たずねびと』は、出勤恐怖症の男等の様々な男性の心の闇を描き、大人向けブラック作品の一つの到達点となった。
ブラックユーモアからサラリーマンものへ
1973年頃から藤本弘によるSF短編が量産されたこともあり、1974年から安孫子素雄のブラック短編はほぼ描かれなくなった（藤子不二雄の読切一覧#1970を参照）。その代わりに、安孫子は『無名くん』『添乗さん』『ミス・ドラキュラ』等の多数の大人向けサラリーマン漫画を連載した（藤子不二雄の連載一覧#1970を参照）。
『笑ゥせぇるすまん』がアニメ化し人気作に
1980年代に入ると『ドラえもん』（藤本単独作）のブームを受け、安孫子も児童漫画に回帰し、ブラックユーモア作品は描かれなくなったが、1988年の独立を経て、1989年にアニメ『笑ゥせぇるすまん』が放送開始して人気を博すると、漫画『笑ゥせぇるすまん』も読切掲載から連載へと発展。安孫子は再び大人向けブラックユーモア作品を手掛けるようになった。他に『憂夢』『喪黒福次郎の仕事』『切人がきた!!』等が1990年代に連載され、せぇるすまんシリーズはタイトルを変えながら2006年まで描かれた。
児童漫画でも、悩みを魔力で解決する代わりに魂を要求する『プリンスデモキン』が1999年まで描かれた。

## 評価
これらブラック短編の発表は「藤子不二雄」が一般的な児童・少年漫画にとどまらないポテンシャルを秘めた作家であることを認知させることとなり、以後の藤子の連載作品にも影響を及ぼしている。これらの作風は米沢嘉博が愛蔵版『ぶきみな5週間』にて、「キャビアの味」と評している。
また、『週刊少年「」』において船越英一郎が、『明日は日曜日そしてまた明後日も……』を「引きこもりを描いた先駆け」と語っている。人間精神の暗部を描いた作品は多く描かれ、『内気な色事師』におけるストーカー、『なにもしない課』における社内失業など、後年社会問題化した事象を先駆けて取り扱った例は他にも複数ある。

## 年代別作品一覧
どの作品を「ブラックユーモア短編」と呼ぶかは諸説ある。下表では、ブラック要素を含む作品を、「連載」「初出が大人・青年（または一般）向け媒体の短編」「初出が少年向け媒体の短編」の3つに分類した。
「ブラックユーモア短編」の名が冠された単行本に収録されたことのある作品はすべて記載した。中にはブラックユーモア要素がない作品も含まれている。
- 題名の後の「※」は単行本未収録作品を示す。
- 「掲載年」は初出媒体の発売日を基準とした。
- 「その他」の「>」を押すと、その他の短編・読切等を含む一覧に移動する。

- 「連載」欄
  - 題名の後に「●」が付いた作品は「ブラックユーモア」が冠された単行本に収録されたことがない作品（安孫子素雄の連載作の中で、ブラックユーモア要素（またはブラック要素）を含む連載作品のみを「●」印付きで記載した）。
  - 【TV】等の記載は藤子不二雄の連載一覧に準じた。

| 西暦 | 連載 | 大人・青年・一般向け ブラック短編 | 少年向け ブラック短編 | その他 |
| ---- | --- | --- | --- | ------ |
| 1968 | - 怪物くん（週刊）【TV】 ●                                                                                       | - 小池さんの奇妙な生活 - 黒イせぇるすまん | - マンガ株式会社 ※ | >      |
| 1969 | - 怪物くん（週刊）【TV】 ● - 黒ベエ（週刊） ● - 仮面太郎 ● - 狂人軍（隔週刊） ● - 黒ィせぇるすまん（週刊不定期） | - ひっとらぁ伯父サン - B・Jブルース - 魔雀 | - 不思議町怪奇通り - コレク太の変コレクション（変シリーズ-1） - 野蛮人 ※ - 世界ザンコク旅行 ※ - カー吉の変自動車（変-2） - モテルの変ガールフレンド（変-3） - タベ代の変料理（変-4） | >      |
| 1970 | - 黒ベエ（週刊） ● - 仮面太郎 ● - 狂人軍（隔週刊） ● - 黒ィせぇるすまん（週刊不定期） - 夢魔子                   | - パラダイス - ブレーキふまずにアクセルふんじゃった - 北京塡鴨式 - 社長幼稚園 - マグリットの石 - 水中花 - 赤か黒か（赤ゲット漂流記-1） - マカオの男 - 恐喝有限会社 - ひっとらぁ伯父サンの情熱的な日々 （白い童話-1） | - タビオの変旅行（変-5） - 毛のはえた楽器（ぶきみな5週間-1）※ - 目のない舞姫（5週間-2） - 爪のある杖（5週間-3） - 串の入った鞭（5週間-4） - 鎖のついた武器（5週間-5）                | >      |
| 1971 | - 黒ィせぇるすまん（週刊不定期） - 冷血の記録〈三光〉 ● - マボロシ変太夫（週刊） ●                               | - 諸芸百般道けわし - わが分裂の花咲ける時（白い童話-2）※ - 恋文（らぶれたあ） - 万年青（白い童話-3） - マンハッタン・ブルース（赤ゲット-2） - 明日は日曜日そしてまた明後日も……（白い童話-4） - スターダスト・ラプソディ（赤ゲット-3） - ポルノを買いに（白い童話-5） - ヒゲ男 - 禁じられた遊び（白い童話-6） - 赤紙きたる - Q・Eマーチ（赤ゲット-4） - カタリ・カタリ | - モンキー大旅行 ※ - マンガ株式会社（改訂版） ※ - 災難厄郎 | >      |
| 1972 | - マボロシ変太夫（週刊） ● - 魔太郎がくる!!（週刊） ● - 新怪物くん（読切2回） ●                                  | - なにもしない課 - 五百億円の鼡 - 変身科へどうぞ ※ - 無邪気な賭博師（師シリーズ-1） - ダル男の物憂い日々 - 狂暴都市 ※ - 内気な色事師（師-2） - 不器用な理髪師（師-3） - 田園交響楽 - 台北挽歌 ※ - 大殺陣（大シリーズ-1）※ - シンジュク村大虐殺 - 再び大殺陣（大-2）※                                                                                                  | - 鳥人くーん | >      |
| 1973 | - 魔太郎がくる!!（週刊） ● - 番外社員 - 戯れ男 - 愛ぬすびと（週刊）【翌TV】 ● - 喝揚丸ユスリ商会 - 戯れ師        | - 大決闘（大-3）※ - 盲滅法の男（『一本道の男』に改題） - 大悪漢（大-4）※ - ハレムのやさしい王様 - 転べばベッタリ糞の上… （『転べばベッタリ◎の上…』に改題） - 麻雀妄想狂 - 大怪物（大-5）※ - 不意打ち（『暗闇から石』に改題） | - 兄丸世界をゆく!! | >      |
| 1974 | - 魔太郎がくる!!（週刊） ● - 戯れ師 - 愛たずねびと（週刊） ●                                                     | | - ブルーHAWAII ※ - オカルト勘平 | >      |
| 1975 | - 魔太郎がくる!!（週刊） ●                                                                                       | | | >      |
| 1976 | - ブラック商会変奇郎（週刊） ●                                                                                   | - アフリカの夜 ※ - アカプルコの夜 ※ | | >      |
| 1977 | - ブラック商会変奇郎（週刊） ●                                                                                   | | - 大変愛 | >      |
| 1978 | | - 中高年を甘えさせるな! なんにもしない課 | | >      |
| 1979 | | | | >      |
| 1980 | - 怪物くん【=TV】 ●                                                                                              | | | >      |
| 1981 | - 怪物くん【=TV】【映】 ●                                                                                        | - 魔太郎が翔ぶ （短編を2回掲載） | | >      |
| 1982 | - 怪物くん【=TV】【映】 ●                                                                                        | | | >      |
| 1983 | | | | >      |
| 1984 | | | | >      |
| 1985 | | | | >      |
| 1986 | | | | >      |
| 1987 | | | | >      |
| 1988 | | | | >      |
| 1989 | | - 笑ゥせぇるすまん「めざめすぎた男」（読切）【=TV】 | | >      |
| 1990 | - 笑ゥせぇるすまん【=TV】                                                                                        | | | >      |
| 1991 | - 笑ゥせぇるすまん【=TV】 - プリンスデモキン ● - 憂夢 ●                                                          | | | >      |
| 1992 | - 笑ゥせぇるすまん【=TV】 - プリンスデモキン ● - 憂夢 ●                                                          | | | >      |
| 1993 | - 笑ゥせぇるすまん【=TV】 - プリンスデモキン ●※ - 憂夢 ● - ワールド漂流記 ●                                      | | | >      |
| 1994 | - 笑ゥせぇるすまん【=TV】 - プリンスデモキン ●※ - 憂夢 ● - ワールド漂流記 ● - 切人がきた!! ●                     | | | >      |
| 1995 | - 笑ゥせぇるすまん【=TV】 - プリンスデモキン ●※ - 憂夢 ● - ワールド漂流記 ● - 切人がきた!! ●                     | | | >      |
| 1996 | - プリンスデモキン ●※ - 切人がきた!! ● - 帰ッテキタせぇるすまん（不定期掲載）                                    | | | >      |
| 1997 | - プリンスデモキン ●※ - 喪黒福次郎の仕事 ●                                                                       | | | >      |
| 1998 | - プリンスデモキン ●※ - 喪黒福次郎の仕事 ● - 帰ッテキタせぇるすまん（不定期掲載）                                | | | >      |
| 1999 | - プリンスデモキン ●※ - 帰ッテキタせぇるすまん（不定期掲載）【TV】                                               | | | >      |
| 2000 | - 帰ッテキタせぇるすまん（不定期掲載）                                                                           | | | >      |
| 2001 | - 踊ルせぇるすまん（不定期掲載）                                                                                 | | | >      |
| 2002 | | | | >      |
| 2003 | - 踊ルせぇるすまん（不定期掲載）                                                                                 | - わが名はモグロ…喪黒福造 （1968年の読切『黒イせぇるすまん』 の執筆過程を描いた作品） | | >      |
| 2004 | - 踊ルせぇるすまん（不定期掲載）                                                                                 | | | >      |
| 2005 | - 踊ルせぇるすまん（不定期掲載）                                                                                 | | | >      |
| 2006 | - 踊ルせぇるすまん（不定期掲載） ※                                                                               | | | >      |

## シリーズ

### ひっとらぁ伯父サン
- ひっとらぁ伯父サン（1969年）
- ひっとらぁ伯父サンの情熱的な日々（1970年）

### 藤子不二雄の変シリーズ
- コレク太の変コレクション（1969年）
- カー吉の変自動車（1969年）
- モテルの変ガールフレンド（1969年）
- タベ代の変料理（1969年）
- タビオの変旅行（1970年）

### 赤ゲット漂流記
第2作の『マンハッタン・ブルース』から、表紙に「赤ゲット漂流記−ニューヨークの巻」等と記載され、シリーズ物の連作として雑誌掲載された。日本の青年・風田伸一が世界の都市や豪華客船を旅する悲喜こもごもを描いた連作短編。赤ゲットの漢字表記は「赤毛布」で、ここでは初めて海外を訪れた田舎者の意味（赤い毛布を纏って都会にやってきた田舎者のことを指す隠語で、はじめて洋行する者にも用いられる）。
- 赤か黒か（1970年）
- マンハッタン・ブルース（1971年）
- スターダスト・ラプソディ（1971年）
- Q・Eマーチ（クイーン・エリザベスマーチ）（1971年）

### ぶきみな5週間
奇妙な古道具をテーマにした1970年の連作。5週にわたり短期連載された。『毛のはえた楽器』は、愛蔵版の増刷時に『禁じられた遊び』に差し替えられた後、単行本未収録の状態となっている。作中に登場する原住民への差別的な表現が問題になったものと見られる。
- 毛のはえた楽器 ※[2] → 禁じられた遊び
- 爪のある杖
- 串のはいった鞭
- 鎖のついた武器
- 目のない舞姫

### 白い童話
1970年〜1971年に『COM』に連載された短編シリーズ。各作品に物語上の繋がりはない。『わが分裂の花咲ける時』が未収録作となっていることもあり、単行本でシリーズとしてまとめられたことはない。
- ひっとらぁ伯父サンの情熱的な日々（1970年）
- わが分裂の花咲ける時（1971年）※
- 万年青（1971年）
- 明日は日曜日そしてまた明後日も……（1971年）
- ポルノを買いに-MIDNIGHT SAMURAI-（1971年）
- 禁じられた遊び（1971年）

### 藤子不二雄恐怖千一夜
1970年頃から『ビッグコミック』に掲載された短編の扉に記載されていた名称。各作品に物語上の繋がりはない。下記の作品の扉に「藤子不二雄恐怖千一夜」の表記があることを確認済。
- 北京塡鴨式（「藤子不二雄の恐怖千一夜」表記）
- カイケツ小池さん（これのみ藤本単独執筆のSF短編。「藤子不二雄・恐怖千一夜」表記）
- マグリットの石
- 水中花

### 師シリーズ
1972年に発表された、タイトルに「師」が付く短編。各作品に物語上の繋がりはない。
- 無邪気な賭博師
- 内気な色事師
- 不器用な理髪師

### 大シリーズ
1972年〜1973に『まんがNo.1』にて発表された、タイトルに「大」が付く短編シリーズ。各ジャンルの名作映画を題材したギャグ作品。
- 大殺陣 ※
- 再び大殺陣 ※
- 大決闘 ※
- 大悪漢 ※
- 大怪物 ※

### 夜シリーズ
1976年に発表された、タイトルに「夜」が付く短編。各作品に物語上の繋がりはないが、旅行先で起きた悲劇を扱っている点が共通している。
- アフリカの夜 ※
- アカプルコの夜 ※

### 戯れシリーズ
- 戯れ男
- 戯れ師

### 男シリーズ
タイトルの末尾に「男」が付く短編が断続的に発表されている。副題の末尾が「男」の作品は、下記の他にも多数存在する。
- 黒ィせぇるすまん「化けた男」（1969年）
- 黒ィせぇるすまん「押入れ男」（1970年）
- マカオの男（1970年）
- ヒゲ男（1971年）
- 盲滅法の男（『一本道の男』に改題）（1973年）
- 笑ゥせぇるすまん「めざめすぎた男」（1989年）

## 作品

### 北京塡鴨式
読みは「ペキンダックしき」。食人、拷問、人種差別等が描かれ、短編の中ではブラックさが特に際立つ作品。第二次世界大戦中の南京で中国人捕虜を生き埋めにした後で首を刎ねるという、登場人物（旧日本軍軍人）の回想シーンが後年の版では全面的にカットされている。

## 単行本
ブラックユーモア短編作品は、1970年に『黒ィせぇるすまん』（実業之日本社）が単行本化されたことを皮切りに、1971年『ひっとらぁ伯父サン』（朝日ソノラマ）、1978年『ヒゲ男』（奇想天外社）など散発的にまとめられ、1988年からの『愛蔵版 ブラックユーモア短編集』（中央公論社）において集成されることとなった。また、この愛蔵版をベースに後年の出版状況に応じて文庫化、コンビニコミック化もなされている。
諸事情（差別表現など）により一部作品は表記の修正、改変が生じている。また、初出以来いずれのシリーズにも未収録となっているものや、収録後他作品に差し替えとなったものもある。

### 主な単行本
- 『黒ィせぇるすまん』実業之日本社（1970年）
- 『黒ベエ』朝日ソノラマ（1970年）
- 『ひっとらぁ伯父サン』朝日ソノラマ（1971年）
- 『黒ィせぇるすまん』立風書房（1976年）
- 『ヒゲ男』奇想天外社（1978年）
- 『夢魔子』中央公論社（1990年）
- 『藤子不二雄Ⓐのブラックユーモア 1 黒イせぇるすまん』小学館（2011年）
- 『藤子不二雄Ⓐのブラックユーモア 2 無邪気な賭博師』小学館（2011年）
- 『藤子不二雄Ⓐ ビッグ作家 究極の短篇集』小学館（2013年）

#### 愛蔵版
- 『ブラックユーモア短編集 第1巻 不思議町怪奇通り』中央公論社（1989年）
- 『ブラックユーモア短編集 第2巻 ぶきみな5週間』中央公論社（1990年）
- 『ブラックユーモア短編集 第3巻 戯れ男』中央公論社（1994年）